# Bí thư Tỉnh ủy (Việt Nam)
Bí thư Tỉnh ủy (tổng quát hơn là Bí thư Ban Chấp hành Đảng bộ Tỉnh, bao gồm cả Bí thư Tỉnh ủy và Bí thư Thành ủy Thành phố trực thuộc Trung ương) là người đứng đầu Ban Chấp hành Đảng bộ Đảng Cộng sản Việt Nam ở một Tỉnh/Thành phố trực thuộc Trung ương, đứng đầu Ban Thường vụ Tỉnh ủy/Thành ủy. Tại Việt Nam, Đảng Cộng sản nắm quyền lãnh đạo nên Bí thư Tỉnh ủy/Thành ủy là người chịu trách nhiệm lãnh đạo cao nhất của Tỉnh/Thành phố.
Bí thư Ban Chấp hành Đảng bộ Tỉnh có thể kiêm nhiệm chức vụ Chủ tịch Hội đồng nhân dân cấp Tỉnh (riêng Hà Nội và TP. Hồ Chí Minh, chức vụ Chủ tịch Hội đồng nhân dân Thành phố do một Phó Bí thư Thành ủy đảm nhiệm). Do nguyên tắc Đảng lãnh đạo tuyệt đối, trực tiếp về mọi mặt đối với Quân đội nhân dân Việt Nam, nên Bí thư cấp ủy cấp Tỉnh cũng là Bí thư Đảng ủy Quân sự cấp Tỉnh (riêng Hà Nội và TP. Hồ Chí Minh là Đảng ủy Bộ Tư lệnh Thành phố). Bí thư cấp ủy cấp Tỉnh thường là Ủy viên Trung ương Đảng, một số trường hợp là Ủy viên Bộ Chính trị (như Bí thư Thành ủy Hà Nội và Bí thư Thành ủy TP. Hồ Chí Minh).
Bí thư Tỉnh ủy do Ban Chấp hành Đảng bộ cấp Tỉnh bầu ra và được Ban Chấp hành Trung ương Đảng, Bộ Chính trị, Ban Bí thư phê chuẩn thông qua. Trường hợp ngoại lệ là Bí thư Thành ủy Hà Nội và Bí thư Thành ủy Thành phố Hồ Chí Minh do Bộ Chính trị chỉ định, chứ không phải do Ban Chấp hành Đảng bộ Thành phố bầu ra. Bí thư cấp ủy cấp Tỉnh có thể được Ban Bí thư, Bộ Chính trị điều phối luân chuyển công tác, điều hoặc đề xuất chức vụ Bí thư Tỉnh ủy cho Tỉnh ủy bầu.

## Quyền hạn và nhiệm vụ
Bí thư Tỉnh ủy, Thành ủy trực thuộc Trung ương có các quyền hạn và nhiệm vụ sau:
- Chủ trì các công việc của Ban Chấp hành Đảng bộ tỉnh, Ban Thường vụ Tỉnh ủy và Thường trực Tỉnh uỷ; chủ trì và kết luận các hội nghị của Ban Chấp hành Đảng bộ tỉnh, Ban Thường vụ và Thường trực Tỉnh uỷ; chủ động đề xuất, trao đổi trong Thường trực Tỉnh uỷ những vấn đề lớn, quan trọng để đưa ra Ban Thường vụ Tỉnh ủy, Ban Chấp hành Đảng bộ tỉnh thảo luận, quyết định.
- Chỉ đạo tổ chức quán triệt trong Đảng bộ và nhân dân, trực tiếp tổ chức quán triệt trong Ban Chấp hành, Ban Thường vụ Tỉnh ủy về đường lối, quan điểm của Đảng, chính sách, pháp luật của Nhà nước; đề xuất những vấn đề cần chuẩn bị để Ban Chấp hành hoặc Ban Thường vụ Tỉnh ủy thảo luận, quyết định.
- Tập trung chỉ đạo và thường xuyên kiểm tra việc thực hiện các nhiệm vụ trọng tâm trong từng thời kỳ, các khâu và lĩnh vực công tác khó khăn, phức tạp nhất; trực tiếp nắm và chỉ đạo những vấn đề cơ mật về quốc phòng-an ninh, đối ngoại, về công tác bảo vệ Đảng; chỉ đạo công tác xây dựng Đảng, xây dựng đội ngũ cán bộ chủ chốt và chịu trách nhiệm về công tác tổ chức, cán bộ của địa phương. Chỉ đạo triển khai, tổ chức thực hiện công tác đấu tranh phòng, chống tham nhũng trong Đảng bộ tỉnh. Chủ động kiến nghị với Ban Thường vụ Tỉnh ủy, Ban Chấp hành Đảng bộ tỉnh các chủ trương, biện pháp để đổi mới phương thức lãnh đạo của Tỉnh uỷ; bảo đảm cho sinh hoạt của Ban Chấp hành, Ban Thường vụ và Thường trực Tỉnh uỷ được thực hiện đúng Quy chế, đúng nguyên tắc của Đảng. Giữ vững đoàn kết nội bộ cấp uỷ và trong Đảng bộ.
- Chỉ đạo việc sơ kết, tổng kết việc thực hiện các chỉ thị, nghị quyết của Đảng và chỉ đạo tổng kết các mặt công tác lớn của địa phương; thay mặt Tỉnh uỷ báo cáo với Trung ương và thông báo cho cấp dưới về hoạt động của cấp uỷ theo đúng chế độ quy định; khi cần thiết trực tiếp báo cáo với Bộ Chính trị, Ban Bí thư về tình hình của địa phương và phải chịu trách nhiệm về những nội dung báo cáo đó.
- Chỉ đạo Phó Bí thư Thường trực Tỉnh ủy giải quyết công việc hằng ngày của Đảng bộ; trực tiếp lãnh đạo Đảng đoàn Hội đồng nhân dân tỉnh; chỉ đạo Bí thư Ban cán sự Đảng - Chủ tịch Ủy ban nhân dân tỉnh lãnh đạo Ban cán sự Đảng ủy ban nhân dân tỉnh tổ chức triển khai thực hiện các chỉ thị, nghị quyết của Đảng và của cấp uỷ có liên quan đến công tác quản lý nhà nước ở địa phương. Thay mặt Ban Chấp hành, Ban Thường vụ Tỉnh ủy ký các nghị.

## Danh sách Bí thư Tỉnh ủy
Theo điều lệ Đảng Cộng sản Việt Nam, Bí thư Tỉnh ủy được chỉ định làm Bí thư Đảng ủy Quân sự tỉnh. Bên cạnh đó, chức vụ này thường kiêm nhiệm Chủ tịch Hội đồng nhân dân hoặc Trưởng đoàn Đại biểu Quốc hội tỉnh, Trưởng Ban Chỉ đạo phòng chống tham nhũng, tiêu cực tỉnh
| Tỉnh, Thành phó       | Tên, năm sinh              | Nguyên quán                  | Nhiệm kì         | Thời gian tại nhiện | Chức vụ khác trong Đảng                                                                                        | Chức vụ nhà nước, đoàn thể                                  | Trình độ chuyên môn                                                                            | Chức vụ trước đó                                                                     |
| --------------------- | -------------------------- | ---------------------------- | ---------------- | ------------------- | --- | ----------------------------------------------------------- | ---------------------------------------------------------------------------------------------- | ------------------------------------------------------------------------------------ |
| An Giang              | Nguyễn Tiến Hải (1965)     | Cà Mau                       | 01/07/2025 - nay | 5 ngày              | Ủy viên Trung ương Đảng khóa 13                                                                                |                                                             | Thạc sĩ Quản lý hành chính công                                                                | Bí thư Tỉnh ủy Kiên Giang                                                            |
| Bắc Ninh              | Nguyễn Văn Gấu (1967)      | Bến Tre (nay là Vĩnh Long)   | 01/07/2025 - nay | 5 ngày              | Ủy viên Trung ương Đảng khóa 13                                                                                |                                                             | Cử nhân Khoa học Xã hội và Nhân văn                                                            | Bí thư Tỉnh ủy Bắc Giang Phó Chủ nhiệm Tổng cục Chính trị Quân đội nhân dân Việt Nam |
| Cà Mau                | Nguyễn Hồ Hải (1977)       | Thành phố Hồ Chí Minh        | 18/01/2025 - nay | 169 ngày            | |                                                             | Tiến sĩ Quản trị Kinh doanh Thạc sĩ Quản lý đô thị                                             | Phó Bí thư Thường trực Thành ủy Thành phố Hồ Chí Minh                                |
| Cần Thơ               | Đỗ Thanh Bình (1967)       | Cà Mau                       | 17/01/2025 - nay | 170 ngày            | Ủy viên Trung ương Đảng khóa 13                                                                                |                                                             | Thạc sỹ Kinh tế                                                                                | Bí thư Tỉnh ủy Kiên Giang                                                            |
| Cao Bằng              | Quản Minh Cường (1969)     | Hưng Yên                     | 19/01/2025 - nay | 168 ngày            | | Trưởng đoàn ĐBQH tỉnh Cao Bằng                              | Tiến sĩ Luật                                                                                   | Phó Bí thư Tỉnh ủy Đồng Nai                                                          |
| Đà Nẵng               | Nguyễn Văn Quảng (1969)    | Hải Phòng                    | 22/10/2020 - nay | 4 năm, 257 ngày     | Ủy viên Trung ương Đảng khóa 13                                                                                | Trưởng đoàn ĐBQH TP. Đà Nẵng                                | Tiến sĩ Luật                                                                                   | Phó Bí thư thường trực Thành ủy Đà Nẵng                                              |
| Đắk Lắk               | Nguyễn Đình Trung (1973)   | Nghệ An                      | 07/05/2021 - nay | 4 năm, 60 ngày      | Ủy viên Trung ương Đảng khóa 13                                                                                |                                                             | Thạc sỹ Hành chính công Thạc sỹ Kinh tế                                                        | Chủ tịch UBND tỉnh Đắk Nông                                                          |
| Điện Biên             | Trần Quốc Cường (1961)     | Nam Định (nay là Ninh Bình)  | 16/11/2022 - nay | 2 năm, 232 ngày     | Ủy viên Trung ương Đảng khóa 12, 13                                                                            |                                                             | Phó Giáo sư, Tiến sĩ Luật                                                                      | Phó Trưởng Ban Nội chính Trung ương                                                  |
| Đồng Nai              | Vũ Hồng Văn (1976)         | Hưng Yên                     | 25/01/2025 - nay | 162 ngày            | | Trưởng đoàn ĐBQH tỉnh Đồng Nai                              | Tiến sĩ Luật                                                                                   | Phó Chủ nhiệm Ủy ban Kiểm tra Trung ương                                             |
| Đồng Tháp             | Lê Quốc Phong (1978)       | Hà Nội                       | 19/10/2020 - nay | 4 năm, 260 ngày     | Ủy viên dự khuyết Trung ương Đảng khóa 12; Ủy viên Trung ương Đảng khóa 13                                     | Trưởng đoàn ĐBQH tỉnh Đồng Tháp                             | Thạc sỹ Sinh học                                                                               | Bí thư thứ nhất Trung ương Đoàn TNCS Hồ Chí Minh                                     |
| Gia Lai               | Hồ Quốc Dũng (1966)        | Bình Định (nay là Gia Lai)   | 01/07/2025 - nay | 5 ngày              | Ủy viên Trung ương Đảng khóa 13                                                                                |                                                             | Thạc sỹ Luật                                                                                   | Bí thư Tỉnh ủy Bình Định Chủ tịch Hội đồng nhân dân tỉnh Bình Định                   |
| Hà Nội                | Bùi Thị Minh Hoài (1965)   | Hà Nam (nay là Ninh Bình)    | 17/07/2024 - nay | 354 ngày            | Ủy viên dự khuyết Trung ương Đảng khóa 10 Ủy viên Trung ương Đảng khóa 11, 12, 13 Ủy viên Bộ Chính trị khóa 13 | Trưởng đoàn ĐBQH TP. Hà Nội                                 | Thạc sĩ Luật                                                                                   | Trưởng Ban Dân vận Trung ương                                                        |
| Hà Tĩnh               | Nguyễn Duy Lâm (1972)      | Thái Nguyên                  | 24/02/2025 - nay | 132 ngày            | |                                                             | Thạc sĩ Kỹ thuật Ký sư Xây dựng cầu - hầm                                                      | Thứ trưởng Bộ Giao thông Vận tải                                                     |
| Hải Phòng             | Lê Tiến Châu (1969)        | Tây Ninh                     | 16/01/2023 - nay | 2 năm, 171 ngày     | Ủy viên Trung ương Đảng khóa 13                                                                                | Trưởng đoàn ĐBQH TP. Hải Phòng                              | Tiến sĩ Luật                                                                                   | Phó Chủ tịch kiêm Tổng Thư ký Ủy ban Trung ương Mặt trận Tổ quốc Việt Nam            |
| Thành phố Hồ Chí Minh | Nguyễn Văn Nên (1957)      | Tây Ninh                     | 17/10/2020 - nay | 4 năm, 262 ngày     | Ủy viên Trung ương Đảng khóa 11, 12, 13; Bí thư Trung ương Đảng khóa 12; Ủy viên Bộ Chính trị khóa 13          |                                                             | Cử nhân Luật                                                                                   | Chánh văn phòng Trung ương Đảng                                                      |
| Hưng Yên              | Nguyễn Hữu Nghĩa (1972)    | Hà Nội                       | 15/06/2021 - nay | 4 năm, 21 ngày      | Ủy viên Trung ương Đảng khóa 13                                                                                |                                                             | Thạc sỹ Kinh tế                                                                                | Phó Trưởng ban Kinh tế Trung ương                                                    |
| Khánh Hòa             | Nghiêm Xuân Thành (1969)   | Vĩnh Phúc (nay là Phú Thọ)   | 02/11/2024 - nay | 246 ngày            | Ủy viên Trung ương Đảng khóa 13                                                                                |                                                             | Tiến sĩ Kinh tế                                                                                | Bí thư Tỉnh ủy Hậu Giang                                                             |
| Lai Châu              | Giàng Páo Mỷ (1963)        | Lai Châu                     | 10/09/2018 - nay | 6 năm, 299 ngày     | Ủy viên Trung ương Đảng khóa 12, 13                                                                            | Chủ tịch HĐND tỉnh Lai Châu; Trưởng đoàn ĐBQH tỉnh Lai Châu | Cựu Công an                                                                                    | Phó Bí thư thường trực Tỉnh ủy Lai Châu                                              |
| Lạng Sơn              | Hoàng Văn Nghiệm (1968)    | Lạng Sơn                     | 01/12/2024 - nay | 217 ngày            | | Trưởng đoàn ĐBQH tỉnh Lạng Sơn                              | Thạc sĩ Kinh tế                                                                                | Phó Bí thư Thường trực Tỉnh ủy Lạng Sơn                                              |
| Lào Cai               | Trịnh Xuân Trường (1977)   | Nam Định (nay là Ninh Bình)  | 07/02/2025 - nay | 149 ngày            | | Chủ tịch HĐND tỉnh Lào Cai                                  | Thạc sĩ Quản lý đô thị và công trình                                                           | Chủ tịch UBND tỉnh Lào Cai                                                           |
| Lâm Đồng              | Y Thanh Hà Niê Kđăm (1973) | Đắk Lắk                      | 28/04/2025 - nay | 69 ngày             | Ủy viên Trung ương Đảng khóa 13                                                                                | Trưởng đoàn ĐBQH tỉnh Lâm Đồng                              | Thạc sĩ Quản lý công Cử nhân Kinh tế đối ngoại Cử nhân Chính trị chuyên ngành Công tác tổ chức | Chủ tịch Hội đồng Dân tộc của Quốc hội                                               |
| Nghệ An               | Nguyễn Đức Trung (1974)    | Thanh Hóa                    | 11/11/2024 - nay | 237 ngày            | |                                                             | Thạc sỹ Kinh tế                                                                                | Chủ tịch UBND tỉnh Nghệ An                                                           |
| Ninh Bình             | Trương Quốc Huy (1970)     | Nam Định (nay là Ninh Bình)  | 01/07/2025 - nay | 5 ngày              | | Trưởng đoàn ĐBQH tỉnh Ninh Bình                             | Thạc sĩ Quản lý kinh tế Cử nhân Kinh tế lao động                                               | Bí thư Tỉnh ủy Hà Nam                                                                |
| Phú Thọ               | Đặng Xuân Phong (1972)     | Vĩnh Phúc (nay là Phú Thọ)   | 01/07/2025 - nay | 5 ngày              | Ủy viên Trung ương Đảng khóa 13                                                                                |                                                             | Tiến sĩ Kinh tế                                                                                | Bí thư Tỉnh ủy Vĩnh Phúc                                                             |
| Quảng Ngãi            | Bùi Thị Quỳnh Vân (1974)   | Quảng Ngãi                   | 04/08/2020 - nay | 4 năm, 336 ngày     | Ủy viên dự khuyết Trung ương Đảng khóa 12; Ủy viên Trung ương Đảng khóa 13                                     | Chủ tịch HĐND tỉnh Quảng Ngãi                               | Thạc sỹ lý luận Văn học                                                                        | Phó Bí thư thường trực Tỉnh ủy Quảng Ngãi                                            |
| Quảng Ninh            | Vũ Đại Thắng (1975)        | Hà Nội                       | 26/10/2024 - nay | 253 ngày            | Ủy viên dự khuyết Trung ương Đảng khóa 12; Ủy viên Trung ương Đảng khóa 13                                     |                                                             | Thạc sĩ Quan hệ Quốc tế                                                                        | Bí thư Tỉnh ủy Quảng Bình                                                            |
| Quảng Trị             | Lê Ngọc Quang (1974)       | Thanh Hóa                    | 01/07/2025 - nay | 5 ngày              | Ủy viên Trung ương Đảng khóa 13                                                                                |                                                             | Cử nhân Báo chí                                                                                | Bí thư Tỉnh ủy Quảng Bình                                                            |
| Sơn La                | Hoàng Quốc Khánh (1969)    | Sơn La                       | 06/08/2024 - nay | 334 ngày            | |                                                             | Tiến sĩ Kinh tế                                                                                | Chủ tịch UBND tỉnh Sơn La                                                            |
| Tây Ninh              | Nguyễn Văn Quyết (1972)    | Ninh Bình                    | 01/07/2025 - nay | 5 ngày              | |                                                             | Thạc sĩ Xây dựng Đảng và chính quyền Nhà nước Cử nhân Luật                                     | Bí thư Tỉnh ủy Long An                                                               |
| Thái Nguyên           | Trịnh Việt Hùng (1977)     | Hải Dương (nay là Hải Phòng) | 11/07/2024 - nay | 360 ngày            | Ủy viên dự khuyết Trung ương Đảng khóa 13                                                                      |                                                             | Thạc sĩ Kinh tế nông nghiệp Tiến sĩ Quản trị kinh doanh                                        | Chủ tịch UBND tỉnh Thái Nguyên                                                       |
| Thanh Hóa             | Nguyễn Doãn Anh (1967)     | Hà Nội                       | 25/10/2024 - nay | 254 ngày            | Ủy viên Trung ương Đảng khóa 13                                                                                |                                                             | Cựu Quân nhân                                                                                  | Phó Tổng tham mưu trưởng Quân đội nhân dân Việt Nam                                  |
| Huế                   | Lê Trường Lưu (1963)       | Thừa Thiên Huế               | 01/01/2025 - nay | 186 ngày            | Ủy viên Trung ương Đảng khóa 12, 13                                                                            | Chủ tịch HĐND thành phố Huế; Trưởng đoàn ĐBQH thành phố Huế | Thạc sỹ Quản lý Kinh tế                                                                        | Phó Bí thư Tỉnh ủy Thừa Thiên - Huế                                                  |
| Tuyên Quang           | Hầu A Lềnh (1973)          | Lào Cai                      | 01/07/2025 - nay | 5 ngày              | Ủy viên Trung ương Đảng khóa 12, 13                                                                            |                                                             | Thạc sĩ khoa học nông nghiệp                                                                   | Bí thư Tỉnh ủy Hà Giang                                                              |
| Vĩnh Long             | Ngô Chí Cường (1967)       | Trà Vinh (nay là Vĩnh Long)  | 01/07/2025 - nay | 5 ngày              | Ủy viên Trung ương Đảng khóa 13                                                                                | Trưởng đoàn ĐBQH tỉnh Vĩnh Long                             | Cử nhân Kinh tế-chính trị                                                                      | Bí thư Tỉnh ủy Trà Vinh                                                              |

### Thống kê
- Về độ tuổi của 34 bí thư, tuổi trung bình khoảng 53 tuổi. Người trẻ nhất là ông Lê Quốc Phong - Bí thư Tỉnh ủy Đồng Tháp, sinh năm 1978 (47 tuổi). Người lớn tuổi nhất là ông Nguyễn Văn Nên - Bí thư Thành ủy TP. HCM, sinh năm 1957 (68 tuổi). Thế hệ 5X (1950-1959) có 1 người (2,94%), 6X (1960-1969) có 13 người (38,24%), 7X (1970-1979) có 20 người (58,82%). Không có người sinh sau năm 1980.
- Về nguyên quán, Hà Nội là nơi có nhiều Bí thư Tỉnh ủy nhất, với 4 người, xếp sau là Nam Định với 3 người.
- Có 27 bí thư không phải người địa phương, chiếm 79,4%. Số lượng bí thư là người địa phương là 7 người, chiếm 20,6%. Đặc biệt, có 3 bí thư là người dân tộc thiểu số là bà Giàng Páo Mỷ (Bí thư tỉnh Lai Châu, dân tộc H’Mông), ông Hầu A Lềnh (Bí thư tỉnh Tuyên Quang, dân tộc H’Mông), ông Y Thanh Hà Niê KĐăm (Bí thư tỉnh Lâm Đồng, dân tộc Ê Đê).
- Người tham gia Trung ương Đảng nhiều nhất là bà Bùi Thị Minh Hoài (Bí thư Thành ủy Hà Nội) với bốn khóa, gồm một khóa dự khuyết và ba khóa chính thức.
- Về trình độ học vấn, tỷ lệ thạc sĩ chiếm cao nhất (41,18%), tiếp theo là tiến sĩ (32,35%) và cử nhân (23,53%). Trong đó, Bí thư tỉnh Điện Biên, ông Trần Quốc Cường có trình độ Tiến sĩ luật, là người duy nhất có học hàm phó giáo sư. Các lĩnh vực được đào tạo nhiều nhất là kinh tế (41%), luật (26%), tiếp đến là chính trị, quản lý công, quân sự, báo chí.
- Có ba người xuất thân từ công an, quân đội.